# Karpe
Karpe (in precedenza Karpe Diem) è un duo musicale norvegese formatosi nel 2000 e originario di Oslo.
Il duo ha vinto numerosi Spellemannprisen nel corso degli anni: nel 2008 nella categoria Hip-hop per l'album Fire vegger, nel 2010 nella categoria Spellemann dell'anno, nel 2010 nella categoria pop per Kors på halsen, Ti kniver i hjertet, Mor og Far i døden, nel 2015 per con Hvite menn som pusher 50 per il miglior video musicale dell'anno e nel 2016 nella categoria Urban e in quella album dell'anno con Heisann Montebello.

## Formazione
- Magdi Omar Ytreeide Abdelmaguid
- Chirag Rashmikant Patel

## Discografia

### Album in studio
- 2006 – Rett fra hjertet
- 2008 – Fire vegger
- 2010 – Aldri solgt en løgn
- 2012 – Kors på halsen, ti kniver i hjertet, mor og far i døden
- 2016 – Heisann Montebello

### EP
- 2004 – Glasskår